# 西村卓二
西村 卓二（にしむら たくじ、1948年8月14日 - ）は兵庫県多可郡黒田庄町（現在の西脇市）出身の卓球指導者。現在、東京富士大学の教授で同大学の卓球部も指導している。女子日本代表監督を2001年より務めて2003年の世界卓球選手権ドーハ大会では銅メダルを日本にもたらした。関東学生卓球連盟理事長も務めている。

## 経歴
兵庫県多可郡黒田庄町（現在の西脇市）で生まれ、6歳から富山県で暮らす。卓球は富山市立南部中学校2年の時に始めた。富山県立富山商業高等学校に進学し北信越大会で優勝を果たし全日本ジュニアでもベスト8に入った。高校卒業後サラリーマンとなったがその後中央大学に進学し卒業後、1970年代初めより富士短期大学（現東京富士大学）卓球部の指導者となった。2001年10月に女子日本代表監督に就任し2002年アジア競技大会では中国からの帰化選手である羽佳、高田佳枝に頼らない代表メンバーを選び、梅村礼、小西杏、高橋美貴江、岸田聡子、福原愛で銅メダルを獲得した。2003年のアジア卓球選手権でも代表に梅村礼、藤沼亜衣の他に若手の平野早矢香、福原愛、高橋美貴江を抜擢し、2004年の世界選手権ドーハ大会で銅メダル、アテネオリンピックでは代表の3選手、梅村礼、藤沼亜衣、福原愛が共にベスト16に入った。
これまでに指導した選手のうち、枝野とみえがアジア王者に、長洞久美子、神田絵美子が全日本を制している。
2010年現在、2人の聴覚障害を持つ学生を大学で指導している。彼女らは第21回デフリンピックの卓球、女子シングルスで銀メダル、銅メダルを獲得した。

## 著書
- 『二人三脚 強さの秘密』（共著：水村治男[8]、ベースボールマガジン社、1993年）
- 『確実に上達する卓球』（実業之日本社、2005年）ISBN 4-408-40313-X
- 『ぐんぐんうまくなる!卓球』（ベースボールマガジン社、2009年）ISBN 4-583-10165-1